# Révolte (Buddy Longway)
Pour les articles homonymes, voir Révolte (homonymie).
Révolte est le dix-neuvième et avant-dernier album de la série de bande dessinée Buddy Longway, paru en 2004.
On voit les tribus indiennes, perpétuellement nomades dans les autres albums, devenir sédentaires et parquées dans une réserve, où les premiers incidents ne tardent pas à arriver.

## Personnages
- Buddy Longway
- Chinook
- Kathleen : fille de Buddy et Chinook. Elle a maintenant une vingtaine d'années. Elle reste bouleversée par la mort de Jérémie. On sent sa solitude et sa rage mêlée de haine, elle veut venger son frère.
- Nils Howard : venu dans l'ouest récupérer des peaux de bisons qu'il souhaite vendre en ville.
- Jeff Johnson : jeune dessinateur. Il travaille pour un journal et doit réaliser un reportage sur une réserve indienne.
- Gregor Komonczy : gère la réserve de Daim Rapide.
- Daim Rapide : chef sioux, frère de Chinook. Il a accepté de s'installer avec sa tribu sur des terres qui leur ont été allouées.
- Ours Noir : indien de la tribu de Daim Rapide. Par désœuvrement, faiblesse, il accepte les propositions et le Whisky d'Howard.
- Nuage Gris : ami de Jérémie. Il a rejoint le camp des indiens rebelles qui refusent d'être parqués et combattent les blancs.

## Synopsis
Cinq ans ont passé depuis la mort de Jérémie. Buddy et Chinook, encore bien affectés, aident les Komonczy à gérer la réserve. L'arrivée de Nils Howard, accompagné de Jeff, un jeune dessinateur va bouleverser leur quotidien assez tranquille. Howard réussit à soudoyer quelques indiens de la tribu (la bande d'Ours Noir) pour récupérer des peaux de bisons. En échange, il promet du whisky, ce qui théoriquement est interdit. Gregor prévient l'armée.
Kathleen a trouvé un dessin d'elle fait par Jeff. Intriguée, elle le suit, assiste aux tractations entre Howard et Ours Noir. Voit aussi la violente dispute entre des deux hommes, Jeff refuse de s'associer aux malversations de Howard. Roué de coups, il part de son côté et Kathleen le rejoint. Ils font connaissance. Jeff poursuit son reportage en rencontrant le groupe de rebelles de Nuage Gris. IIs les mettent au courant des derniers mouvements dans la réserve. Ils décident de mettre fin à cette chasse illégale, Kathleen se fait donner un arc. Les indiens chassent pour manger, pas pour faire du commerce. Buddy et Chinook inquiets de la disparition de Kathleen, sont sur ses traces.
Daim rapide est lui aussi averti de la chasse en cours. Il se rend sur place pour raisonner Ours Noir. Ivre, celui-ci l'agresse. Des coups de feu éclatent. Ours Noir tombe. Les détonations amènent sur les lieux le groupe de Nuage Gris et l'escorte de tuniques bleues menée par Gregor. L'affrontement est inévitable. Kathleen fait partie de la charge indienne et Buddy n'a que le temps de la désarçonner, il se prend une balle dans le bras, à sa place. Nuage Gris parvient à tuer Howard qui tentait de fuir, mais, à court de munitions, il ne peut lutter contre deux soldats. Il meurt en brave en se jetant sur eux. Ces morts mettent fin à la révolte. Kathleen est effondrée : avec nuage Gris, c'est encore un proche qui disparaît, une nouvelle fois victime d'une balle blanche. Elle décide de suivre Jeff qui retourne en ville. Buddy et Chinook comprennent et acceptent son départ.